# Circetins
Els circetins (Circaetinae) són una subfamília dins la família dels accipítrids (Accipitridae) que inclou rapinyaires de grandària molt variada, dotades en general d'ales amples i un gran cap.
La major part de les espècies són especialistes en una alimentació basada en rèptils, però l'àguila saltimbanqui té una dieta més variada, incloent-hi la carronya, i l'enorme àguila menjamones ocupa una posició especial, amb una alimentació a base de mamífers mitjans, la seva pertinença a aquest grup s'ha determinat pels últims estudis de genètica molecular.
Totes les espècies viuen en zones temperades i càlides del Vell Món.

## Sistemàtica
Segons la classificació del Congrés Ornitològic Internacional (versió 12.2, 2022), els 5 gèneres que componen aquesta subfamília contenen 15 espècies:
- Gènere Circaetus, amb 6 espècies.
- Gènere Dryotriorchis, amb una espècie: serpentari del Congo (Dryotriorchis spectabilis).
- Gènere Pithecophaga, amb una espècie: àguila menjamones de les Filipines (Pithecophaga jefferyi).
- Gènere Spilornis, amb 6 espècies.
- Gènere Terathopius, amb una espècie: àguila batallaire (Terathopius ecaudatus).